# Colotois albomaculata
Colotois albomaculata är en fjärilsart som beskrevs av Schnaider 1950. Colotois albomaculata ingår i släktet Colotois och familjen mätare. Inga underarter finns listade i Catalogue of Life.